# Монтечильфоне
Монтечильфоне (итал. Montecilfone) —  коммуна в Италии, располагается в регионе Молизе, в провинции Кампобассо.
Население составляет 1588 человек (2008 г.), плотность населения составляет 72 чел./км². Занимает площадь 22 км². Почтовый индекс — 86032. Телефонный код — 0875.
Покровителем коммуны почитается святой Георгий, празднование 23 апреля.

## Демография
Динамика населения:

## Администрация коммуны
- Официальный сайт: http://www.comune.montecilfone.cb.it/